# Gioia Sannitica
Gioia Sannitica község (comune) Olaszország Campania régiójában, Caserta megyében.

## Fekvése
A megye keleti részén fekszik, Nápolytól 50 km-re északkeletre valamint Caserta városától 30 km-re északkeleti irányban. Határai: Alife, Alvignano, Cusano Mutri, Faicchio, Ruviano és San Potito Sannitico.

## Története
A település alapítására vonatkozóan nincsenek pontos adatok. Valószínűleg a kora középkorban alapították, bár egyes régészek szerint alapítása a rómaiak idejére nyúlik vissza. A következő századokban nemesi birtok volt. A 19. században nyerte el önállóságát, amikor a Nápolyi Királyságban felszámolták a feudalizmust.

## Népessége
A népesség számának alakulása:

## Főbb látnivalói
- Castello (a középkori vár romjai)
- Sant’Antonio-templom
- Santa Maria delle Grazie-templom
- San Felice-templom
- SS. Trinità-templom
- San Pietro-kápolna